# Прісні підземні води Вінниччини
Прісні підземні води Вінниччини
На Вінниччині розвідано 17 родовищ, які складаються з 44 окремих ділянок із сумарними, затвердженими Державною комісією, запасами 137,4 тис. м на добу.
Крім цього, є значна кількість попередньо вивчених і оцінених родовищ, прогнозні запаси яких оцінюються в 885,5 тис. м на добу. За хімічним складом води належать до типу гідрокарбонатних магнієво-кальцієвих або кальцієвих з мінералізацією 0,4—0,8 г/дм3. Дебіт свердловин переважно від 3—5 до 20—30 іноді до 50 і більше м/ч. Родовища експлуатуються свердловинами глибиною від 60—80 м. В місцях неглибокого залягання кристалічних порід до 120—150 м, Де вони перекриті осадовими, переважно глинистими породами.
На захід від лінії Жмеринка-Вапнярка-Рудниця для централізованого водопостачання найчастіше використовується водоносний горизонт у вапняках та пісках неогенової системи. Свердловини, глибиною до 50-80 м, І джерела характеризуються великим дебітом, переважно від 5—10 до 100 м.ч. і більше. Води гідрокарбонатні кальцієві з мінералізацією 0,5—0,9 г/дм3. Для них характерна підвищена жорсткість. Водоносний комплекс знаходиться на значній глибині — переважно 100—150 м.
На Придністров'ї, для водопостачання використовуються також води водоносного горизонту в верхнепротерозойских пісковиках і рідше в породах крейдового періоду. Води прісні хорошої якості.